# Carlo Federico Augusto di Meclemburgo-Strelitz
Carlo Federico Augusto di Meclemburgo-Strelitz (Hannover, 30 novembre 1785 – Berlino, 21 settembre 1837) è stato un generale prussiano, presidente del Consiglio di Stato del Regno di Prussia.

## Biografia

### I primi anni e l'inizio della carriera militare
Il duca Carlo Federico Augusto di Meclemburgo-Strelitz nacque ad Hannover dove suo padre, Carlo di Meclemburgo-Strelitz si trovava come governatore della città. Sua madre era la principessa Carlotta d'Assia-Darmstadt, che aveva sposato suo padre in seconde nozze dal momento che la prima moglie, sorella della stessa Carlotta, era morta a causa di complicazioni seguite al suo ultimo parto, il 22 maggio 1782. La stessa Carlotta morì poco dopo averlo dato alla luce, il 12 dicembre 1785.  Il 2 giugno 1794 morì suo zio Adolfo Federico IV senza eredi e suo padre gli succedette come duca di Meclemburgo-Strelitz.
Carlo, secondogenito, venne a questo punto destinato ad intraprendere la carriera delle armi al servizio della Prussia. Dall'età di 19 anni egli ottenne il grado di Capitano e dal 1806 venne promosso a quello di Maggiore. Egli combatté per il cognato Federico Guglielmo III di Prussia durante le guerre della quarta coalizione antinapoleonica accompagnando il re come suo aiutante di campo anche nella rovinosa Battaglia di Jena. Per il suo brillante servizio prestato nella campagna della Saale, Carlo ricevette l'Ordine dell'Aquila Nera.

### Il 1813
Nel 1813 Carlo Federico Augusto venne promosso al rango di Maggiore Generale e divenne comandante di una brigata unita alle forze del generale Ludwig Yorck von Wartenburg. COn questa brigata egli prese parte alla battaglia del Katzbach. Durante questa campagna egli comandò anche una piccola colonna e riuscì a respingere un attacco francese sebbene fosse numericamente inferiore. Poco dopo questi atti egli venne incaricato dal generale Gebhard Leberecht von Blücher di mantenere aperte le comunicazioni con le forze di Louis Alexandre Andrault de Langéron e Fabian Gottlieb von Osten-Sacken, ma venne attaccato da tre colonne francesi che gli resero difficile ma non impossibile l'operato. Postosi alla testa delle proprie truppe, Carlo Federico Augusto di Meclemburgo-Strelitz riuscì a ricacciare i francesi ancora una volta e venne premiato con la concessione della Croce di ferro di I classe.
Il 13 ottobre 1813 ottenne l'incarico di partecipare con le altre truppe prussiane al passaggio dell'Elba a Wartenburg: il duca Carlo, in questa occasione, attraversò con le sue truppe il fiume Elba ed attaccò il villaggio di Bleddin riuscendo a scacciarvi i francesi ai quali catturò anche nove cannoni e un gran numero di prigionieri. Il 16 ottobre combatté con distinzione nella battaglia di Lipsia dove, postosi alla testa della propria brigata che avanzava con una carica alla baionetta contro le batterie e le colonne francesi, riuscì ad avere la meglio pur venendo ferito in battaglia.
L'anno successivo il duca venne nominato comandante del 1° di linea, il più antico reggimento di fanteria ancora in servizio.

## Gli ultimi anni
Nel 1815 il duca Carlo venne nominato Luogotenente Generale e Comandante delle Guardie Reali e dei Granatieri. Nel 1827 venne nominato anche Presidente del Consiglio di Stato prussiano.
Il duca non si sposò mai e non ebbe eredi, morendo a Berlino nel 1837 all'età di 51 anni.

## Ascendenza
|                                                                 |                                         |                                                                             | Genitori                                                   |  |  | Nonni |  |  | Bisnonni                                         |  |  | Trisnonni                                       |  |
|                                                                 |                                         |                                                                             |                                                            |  |  |       |  |  | Adolfo Federico II, Duca di Meclemburgo-Strelitz |  |  | Adolfo Federico I, Duca di Meclemburgo-Schwerin |  |
|                                                                 |                                         |                                                                             |                                                            |  |  |       |  |  | Adolfo Federico II, Duca di Meclemburgo-Strelitz |  |  | Adolfo Federico I, Duca di Meclemburgo-Schwerin |  |
|                                                                 |                                         | Duchessa Maria Caterina di Brunswick-Dannenberg                             |                                                            |  |  |       |  |  | Adolfo Federico II, Duca di Meclemburgo-Strelitz |  |  |                                                 |  |
| Duca Carlo Luigi Federico di Meclemburgo, Principe di Mirow     |                                         |                                                                             |                                                            |  |  |       |  |  | Adolfo Federico II, Duca di Meclemburgo-Strelitz |  |  |                                                 |  |
|                                                                 |                                         | Principessa Cristiana Emilia di Schwarzburg-Sondershausen                   | Cristiano Guglielmo, Principe di Schwarzburg-Sondershausen |  |  |       |  |  |                                                  |  |  |                                                 |  |
|                                                                 |                                         | Principessa Cristiana Emilia di Schwarzburg-Sondershausen                   | Cristiano Guglielmo, Principe di Schwarzburg-Sondershausen |  |  |       |  |  |                                                  |  |  |                                                 |  |
|                                                                 |                                         | Principessa Cristiana Emilia di Schwarzburg-Sondershausen                   | Contessa Antonia Sibilla di Barby-Mühlingen                |  |  |       |  |  |                                                  |  |  |                                                 |  |
| Carlo II, Duca di Meclemburgo-Strelitz                          |                                         | Principessa Cristiana Emilia di Schwarzburg-Sondershausen                   |                                                            |  |  |       |  |  |                                                  |  |  |                                                 |  |
|                                                                 |                                         | Ernesto Federico I, Duca di Sassonia-Hildburghausen                         | Ernesto, Duca di Sassonia-Hildburghausen                   |  |  |       |  |  |                                                  |  |  |                                                 |  |
|                                                                 |                                         | Ernesto Federico I, Duca di Sassonia-Hildburghausen                         | Ernesto, Duca di Sassonia-Hildburghausen                   |  |  |       |  |  |                                                  |  |  |                                                 |  |
|                                                                 |                                         | Ernesto Federico I, Duca di Sassonia-Hildburghausen                         | Contessa Sofia Enrichetta di Waldeck                       |  |  |       |  |  |                                                  |  |  |                                                 |  |
| Principessa Elisabetta Albertina di Sassonia-Hildburghausen     |                                         | Ernesto Federico I, Duca di Sassonia-Hildburghausen                         |                                                            |  |  |       |  |  |                                                  |  |  |                                                 |  |
|                                                                 |                                         | Contessa Sofia Albertina di Erbach-Erbach                                   | Giorgio Luigi I, Conte di Erbach-Erbach                    |  |  |       |  |  |                                                  |  |  |                                                 |  |
|                                                                 |                                         | Contessa Sofia Albertina di Erbach-Erbach                                   | Giorgio Luigi I, Conte di Erbach-Erbach                    |  |  |       |  |  |                                                  |  |  |                                                 |  |
|                                                                 |                                         | Contessa Sofia Albertina di Erbach-Erbach                                   | Contessa Amalia Caterina di Waldeck                        |  |  |       |  |  |                                                  |  |  |                                                 |  |
| Duchessa Teresa di Meclemburgo-Strelitz                         |                                         | Contessa Sofia Albertina di Erbach-Erbach                                   |                                                            |  |  |       |  |  |                                                  |  |  |                                                 |  |
|                                                                 | Luigi VIII, Langravio d'Assia-Darmstadt | Ernesto Luigi, Langravio d'Assia-Darmstadt                                  |                                                            |  |  |       |  |  |                                                  |  |  |                                                 |  |
|                                                                 | Luigi VIII, Langravio d'Assia-Darmstadt | Ernesto Luigi, Langravio d'Assia-Darmstadt                                  |                                                            |  |  |       |  |  |                                                  |  |  |                                                 |  |
|                                                                 | Luigi VIII, Langravio d'Assia-Darmstadt | Margravia Dorotea Carlotta di Brandeburgo-Ansbach                           |                                                            |  |  |       |  |  |                                                  |  |  |                                                 |  |
| Langravio Principe Giorgio Guglielmo d'Assia-Darmstadt          | Luigi VIII, Langravio d'Assia-Darmstadt |                                                                             |                                                            |  |  |       |  |  |                                                  |  |  |                                                 |  |
|                                                                 |                                         | Contessa Carlotta di Hanau-Lichtenberg                                      | Giovanni Reinardo III, Conte di Hanau-Lichtenberg          |  |  |       |  |  |                                                  |  |  |                                                 |  |
|                                                                 |                                         | Contessa Carlotta di Hanau-Lichtenberg                                      | Giovanni Reinardo III, Conte di Hanau-Lichtenberg          |  |  |       |  |  |                                                  |  |  |                                                 |  |
|                                                                 |                                         | Contessa Carlotta di Hanau-Lichtenberg                                      | Margravia Dorotea Federica di Brandeburgo-Ansbach          |  |  |       |  |  |                                                  |  |  |                                                 |  |
| Principessa Carlotta d'Assia-Darmstadt                          |                                         | Contessa Carlotta di Hanau-Lichtenberg                                      |                                                            |  |  |       |  |  |                                                  |  |  |                                                 |  |
|                                                                 |                                         | Conte Cristiano Carlo Reinardo di Leiningen-Dachsburg-Falkenburg-Heidesheim | Giovanni, Conte di Leiningen-Dagsburg-Falkenburg           |  |  |       |  |  |                                                  |  |  |                                                 |  |
|                                                                 |                                         | Conte Cristiano Carlo Reinardo di Leiningen-Dachsburg-Falkenburg-Heidesheim | Giovanni, Conte di Leiningen-Dagsburg-Falkenburg           |  |  |       |  |  |                                                  |  |  |                                                 |  |
|                                                                 |                                         | Conte Cristiano Carlo Reinardo di Leiningen-Dachsburg-Falkenburg-Heidesheim | Contessa Giovanna Maddalena di Hanau-Lichtenberg           |  |  |       |  |  |                                                  |  |  |                                                 |  |
| Contessa Maria Luisa Albertina di Leiningen-Dagsburg-Falkenburg |                                         | Conte Cristiano Carlo Reinardo di Leiningen-Dachsburg-Falkenburg-Heidesheim |                                                            |  |  |       |  |  |                                                  |  |  |                                                 |  |
|                                                                 |                                         | Contessa Caterina Polissena di Solms-Rödelheim e Assenheim                  | Conte Ludovico di Solms-Rödelheim                          |  |  |       |  |  |                                                  |  |  |                                                 |  |
|                                                                 |                                         | Contessa Caterina Polissena di Solms-Rödelheim e Assenheim                  | Conte Ludovico di Solms-Rödelheim                          |  |  |       |  |  |                                                  |  |  |                                                 |  |
|                                                                 |                                         | Contessa Caterina Polissena di Solms-Rödelheim e Assenheim                  | Contessa Carlotta Sibilla di Ahlefeld                      |  |  |       |  |  |                                                  |  |  |                                                 |  |
|                                                                 |                                         | Contessa Caterina Polissena di Solms-Rödelheim e Assenheim                  |                                                            |  |  |       |  |  |                                                  |  |  |                                                 |  |